# Янов-Яновский, Феликс Маркович
Феликс Маркович Янов-Яновский (28 мая 1934, Ташкент, Узбекская ССР) — узбекский и советский композитор, музыкальный педагог, профессор. Заслуженный деятель искусств Узбекской ССР (1988).

## Биография
Отец — журналист Марк Юрьевич Янов-Яновский (?—1954), ответственный секретарь газеты «Правда Востока», был репрессирован в 1937 году (освобождён в 1946 году). В 1957 году окончил Ташкентскую государственную консерваторию по классу скрипки. Ученик Наума Ефимовича Бронфмана. В 1959 году — по классу композиции (профессора Бориса Борисовича Надеждина).
С 18-летнего возраста начал работать — сначала в оркестре драматического театра, затем в симфоническом оркестре узбекской филармонии и струнном квартете узбекского радио. С 1965 года работал на киностудии «Узбекфильм».
С 1961 года — педагог Ташкентской государственной консерватории, с 1988 года — профессор. Более 10 лет возглавлял кафедру композиции. В 1974—1980 годах работал деканом теоретико-композиторского факультета, в 1979—1986 годах — заведующий кафедрой композиции и инструментовки. Среди его учеников — композитор Мирсадык Таджиев.
С 1971 года — член Правления Союза композиторов Узбекистана, с 1991 года — член Союза кинематографистов Узбекистана.

## Творчество
Автор шести опер, балета «Урашима Таро» (постановка Большой театр имени Алишера Навои), пяти симфоний, Реквиема, «Из Евангелия от Святого Марка» («Страсти»…"), двух мессы, ораторий и кантат, концерта для оркестра, четырёх Concerto grosso, «Fabula 8» для мужского хора и оркестра. Кроме того, создал более 20 концертов для всех оркестровых инструментов, хоровые и вокальные циклы, музыку для узбекских народных инструментов, эстрадные песни, музыку к 60 фильмам и 16 спектаклям. («Неподвижность», «Пространство теней» 2-я тетрадь в 5 частях.
Сочинения композитора с большим успехом исполнялись в концертных залах Англии, Германии, Франции, США, Японии , Израиля, Голландии , Сербии, странах СНГ.

## Семья
Жена (с 1954 года) — Наталия Соломоновна Янов-Яновская (род. 1934), выпускница музыковедческого отделения Ташкентской консерватории, доктор искусствоведения, профессор. Сын — Дмитрий Янов-Яновский (род. 1963), композитор. Дочь Марина.

## Избранная фильмография
- 1970 — Слепой дождь
- 1971 — Солнечный луч (анимационный)
- 1972 — Мал, да удал (анимационный)
- 1972 — Этот славный парень
- 1973 — Поклонник (киноальманах)
- 1973 — Поклонник
- 1973 — Мой добрый человек
- 1974 — Этот упрямый зайчонок (анимационный)
- 1976 — Далёкие близкие годы
- 1977 — Заколдованный корабль (анимационный)
- 1978 — Найти любимую
- 1983 — Летающий суслик (анимационный)
- 1984 — Будет ласковый дождь (анимационный)
- 1986 — Тайное путешествие эмира
- 1987 — Смысл жизни
- 1987 — Вельд
- 1988 — Чудовище или кто-то другой
- 1989 — Последнее путешествие Каипа
- 1994 — Зов предков: Великий Туран
- 1995 — Зов предков: Согдиана

## Награды
- Лауреат премии Союза молодежи Узбекистана (1986).
- Заслуженный деятель искусств Узбекской ССР (1988).
- Почётная премия M&TVA за вклад в развитие культуры и искусства (2008).